# Granes
Granes (en francès Granès) és un municipi del departament de l'Aude, a la regió d'Occitània.